# Sainneville
Sainneville é uma comuna francesa na região administrativa da Normandia, no departamento de Sena Marítimo. Estende-se por uma área de 6,96 km². Em 2010 a comuna tinha 859 habitantes (densidade: 123,4 hab./km²).